# Distrikt Punta Hermosa
Der Distrikt Punta Hermosa ist einer der 43 Stadtbezirke der Region Lima Metropolitana in Peru. Er umfasst eine Fläche von 119,5 km². Beim Zensus 2017 wurden 15.874 Einwohner gezählt. Im Jahr 1993 lag die Einwohnerzahl bei 3281, im Jahr 2007 bei 5762. Der Verwaltungssitz (spanisch: Municipalidad Distrital) befindet sich in der Siedlung Punta Hermosa an der Pazifikküste. Die Nationalstraße 1S (Panamericana) durchquert den Distrikt unweit der Küste.

## Geographische Lage
Der Distrikt Punta Hermosa liegt im Süden der Provinz Lima, 40 km südöstlich vom Stadtzentrum von Lima. Der Distrikt besitzt einen knapp 5,5 km langen Abschnitt an der Pazifikküste und reicht knapp 25 km ins Landesinnere, wo sich die Ausläufer der peruanischen Westkordillere erheben. Der Distrikt grenzt im Norden an den Distrikt Lurín, im Osten an den Distrikt Santo Domingo de los Olleros (Provinz Huarochirí) sowie im Süden an den Distrikt Punta Negra.